# Волзьке лісництво
Волзьке лісництво (рос. Волжское лесничество) — селище в Городецькому районі Нижньогородської області Російської Федерації.
Населення становить 41 особу. Входить до складу муніципального утворення Федуринська сільрада.

## Історія
Від 2009 року входить до складу муніципального утворення Федуринська сільрада.

## Населення
| 2002 | 2010 |
| ---- | ---- |
| 31   | ↗41  |